# Torre Bizkaia
La Torre Bizkaia o BAT (B-Accelerator Tower), anteriormente Torre Banco de Vizcaya y Torre BBVA (no confundir con la torre homónima), es un edificio situado entre la Gran Vía de Don Diego López de Haro y la plaza Circular de Bilbao (España). Diseñado por los arquitectos Enrique Casanueva, Jaime Torres y José María Chapa, su inauguración se produjo el 22 de abril de 1969.
Con sus 21 plantas y 88 metros de altura, fue desde ese momento el edificio más alto de la ciudad, hasta la construcción de la Torre Iberdrola (165 m) en 2009.
En la base de la torre se encontraba la escultura Elogio del hierro (1997) de Eduardo Chillida. Quitada tras la remodelación, hoy se encuentra en el museo Chillida Leku.
En la actualidad, tras la venta del inmueble por parte del BBVA a un fondo inversor, el edificio se vio inmerso en un proceso gradual de nuevos usos por parte de la Diputación Foral de Vizcaya, un centro de emprendimiento internacional y la multinacional irlandesa Primark, así como de la remodelación integral de la fachada a efectos de recuperar su aspecto original. Su denominación oficial pasó a ser Torre Bizkaia.

## Descripción
La fachada presenta un muro-cortina, con vidrios coloreados, que contribuyen a mermar la monotía del muro. El edificio crece en altura diferenciado volúmenes mediante cambios en los módulos verticales, contribuyendo a la movilidad y distintos puntos de vista que concurren en este hito de la ciudad, uno de los pocos rascacielos existentes en Bilbao.

## Historia
El edificio se ubica en el solar en el que desde 1903 se erigía la desaparecida sede del Banco de Vizcaya, proyectada por el arquitecto José María de Basterra, y que no se demolió hasta construir el rascacielos. El edificio muestra influencias de la torre SAS de Arne Jacobsen en Copenhague (Dinamarca).
Esta torre fue la sede central del Banco de Vizcaya desde su construcción en 1969, hasta 1988. Ese año se fusionó con el Banco de Bilbao y pasó a albergar las oficinas del BBV (Banco Bilbao Vizcaya), y tras la fusión de este último con Argentaria, las del BBVA.

### Venta
En 2009, y dentro del plan de racionalización de inmuebles, el banco comenzó a trasladar a sus trabajadores a la antigua sede del Banco del Comercio, en el número 12 de la Gran Vía.
Posteriormente el BBVA puso a la venta el edificio por 125 millones, si bien manifestó grandes dificultades para encontrar compradores y retiró su oferta en 2011; la reducción de la demanda de superficie comercial y de oficinas o el hecho de que la torre se encontrase contaminada por amianto hasta su limpieza posterior, son algunos de los motivos que retrayeron a posibles compradores.
Sin embargo, a finales de julio de 2018 se dio a conocer que BBVA ultimaba la venta de su rascacielos en Gran Vía al fondo inversor Angelo Gordon. El 6 de enero de 2022, más de tres años después de adquirirlo, el fondo lo volvió a poner en venta por 150 millones de euros. El 18 del mismo mes, los inversores Beraunberri y Onchena compraron la torre por más de 165 millones.

### Nuevos usos
En 2014 el Ayuntamiento de Bilbao barajó la posibilidad de permitir a BBVA aumentar la superficie comercial mediante la ocupación de 400 metros cuadrados de la plaza anexa a la torre, mediante un anexo diseñado por Idom, si bien finalmente quedó en suspenso al no contar con el consenso suficiente. Esta ampliación le hubiese permitido a la torre contar con 5000 metros cuadrados de superficie comercial, lo que posibilitaría responder a las necesidades de Inditex y Primark, posibles compradores que se barajaron en esa época.
Sin embargo, el 20 de octubre de 2016, el BBVA inició las obras en su edificio para segregar sus usos con la multinacional irlandesa Primark.
El 12 de agosto de 2018, se supo que la torre del BBVA albergará además un centro tecnológico de referencia en Europa.
El 24 de septiembre de 2018, el diputado general de Vizcaya, Unai Rementeria, anunció que a partir de 2021 la Diputación foral trasladará 1.000 de sus 3.000 funcionarios a las quince plantas superiores que adquirió en alquiler, unos 12.000 metros cuadrados, pagando 1,3 millones de euros al año al fondo de inversiones Angelo, Gordon & Co, que compró la torre por cerca de 100 millones de euros al BBVA, todo ello para tratar de avanzar en la centralización de sus servicios a la ciudadanía. En los seis primeros pisos inferiores abriría la multinacional del textil irlandesa Primark. En el corazón de la torre también se ubicaría el anunciado centro internacional de emprendimiento, cuatro plantas de las quince alquiladas por la Diputación. El edificio pasará a llamarse "Torre Bizkaia".

El 23 de noviembre de 2018 se confirmaba que la Diputación iniciaría su traslado a la Torre Bizkaia a finales de 2020.

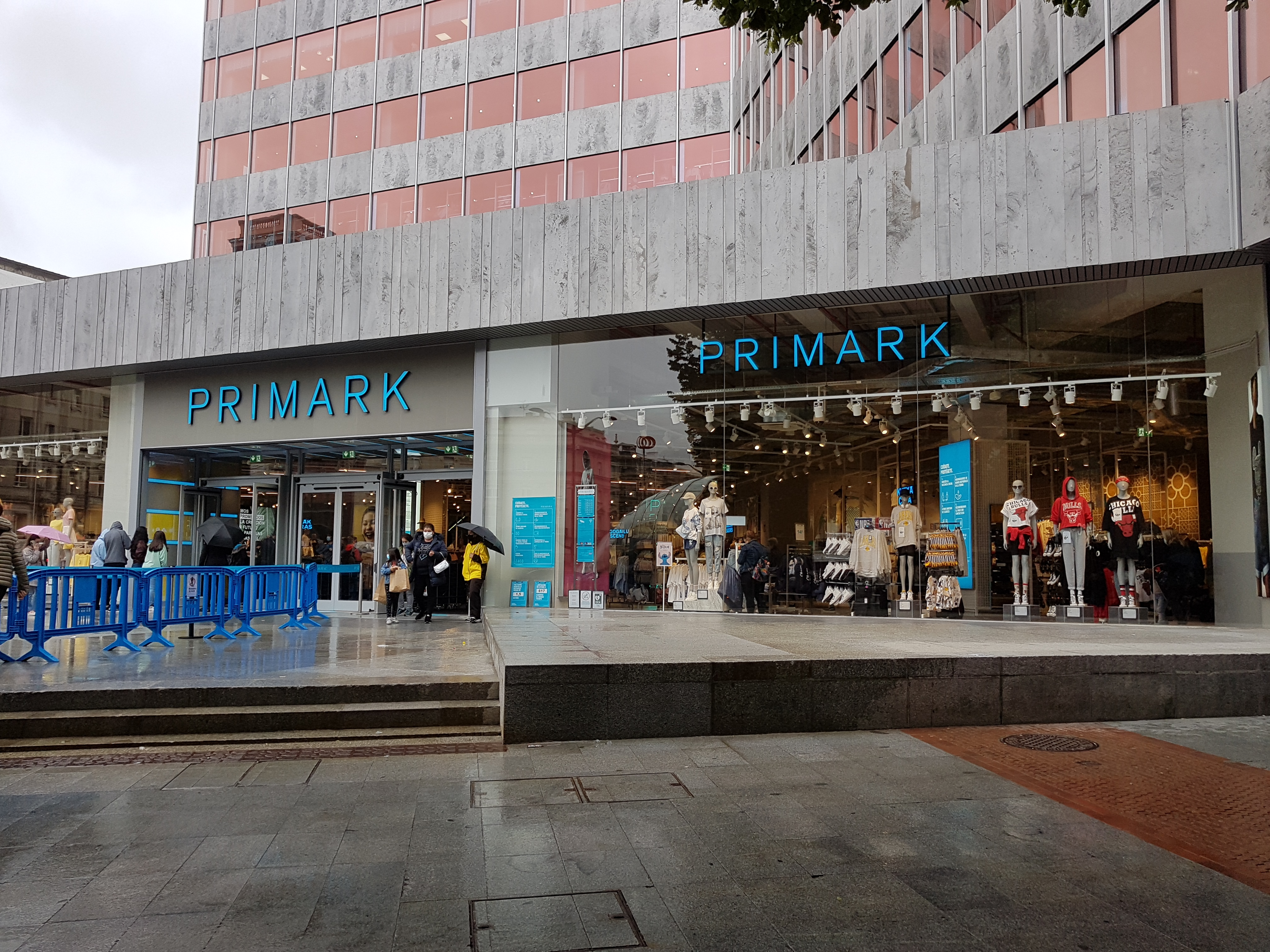
Primark en las seis primeras plantas de la torre Bizkaia.

Sin embargo, a finales de enero de 2020 se tuvo constancia de que los cuatro operadores interesados en el centro de emprendimiento declinaron presentar su solicitud en la licitación pública lanzada el 25 de septiembre. La Diputación Foral de Bizkaia activó de forma inmediata un procedimiento negociado abierto con publicidad para contratar un gestor internacional. Por otra parte, esta última condicionó el traslado de los mil funcionarios a la Torre al éxito del centro de emprendimiento. La Diputación inició los contactos con nueve operadores para buscar al gestor, procedimiento con una duración estimada de hasta ocho meses.
La Diputación tuvo previsto ocupar su sede en la primera mitad de 2022 y el 17 de agosto de 2020 se dio a conocer que Primark iniciaba su desembarco en la villa al recibir el local de la Torre Bizkaia.
El 6 de septiembre, se supo que gestores de Boston, Londres y Tel Aviv (CIC, Impact Hub y SOSA) sellaban una alianza inédita para aspirar a liderar el centro de emprendimiento. El 25 del mismo mes se informó de que PwC y Talent Garden lograron la adjudicación provisional del CIE de la Torre Bizkaia. Sin embargo, un mes después el aspirante británico Impact Hub recurría la adjudicación a PwC Bilbao de la gestión de la Torre Bizkaia. El 28 de septiembre, el diputado general, Unai Rementeria, anunció que el Centro Internacional de Emprendimiento de Bizkaia abriría sus puertas en el primer trimestre de 2022.
Tras finalizarse las obras, la multinacional irlandesa Primark abrió sus puertas el 20 de mayo de 2021.

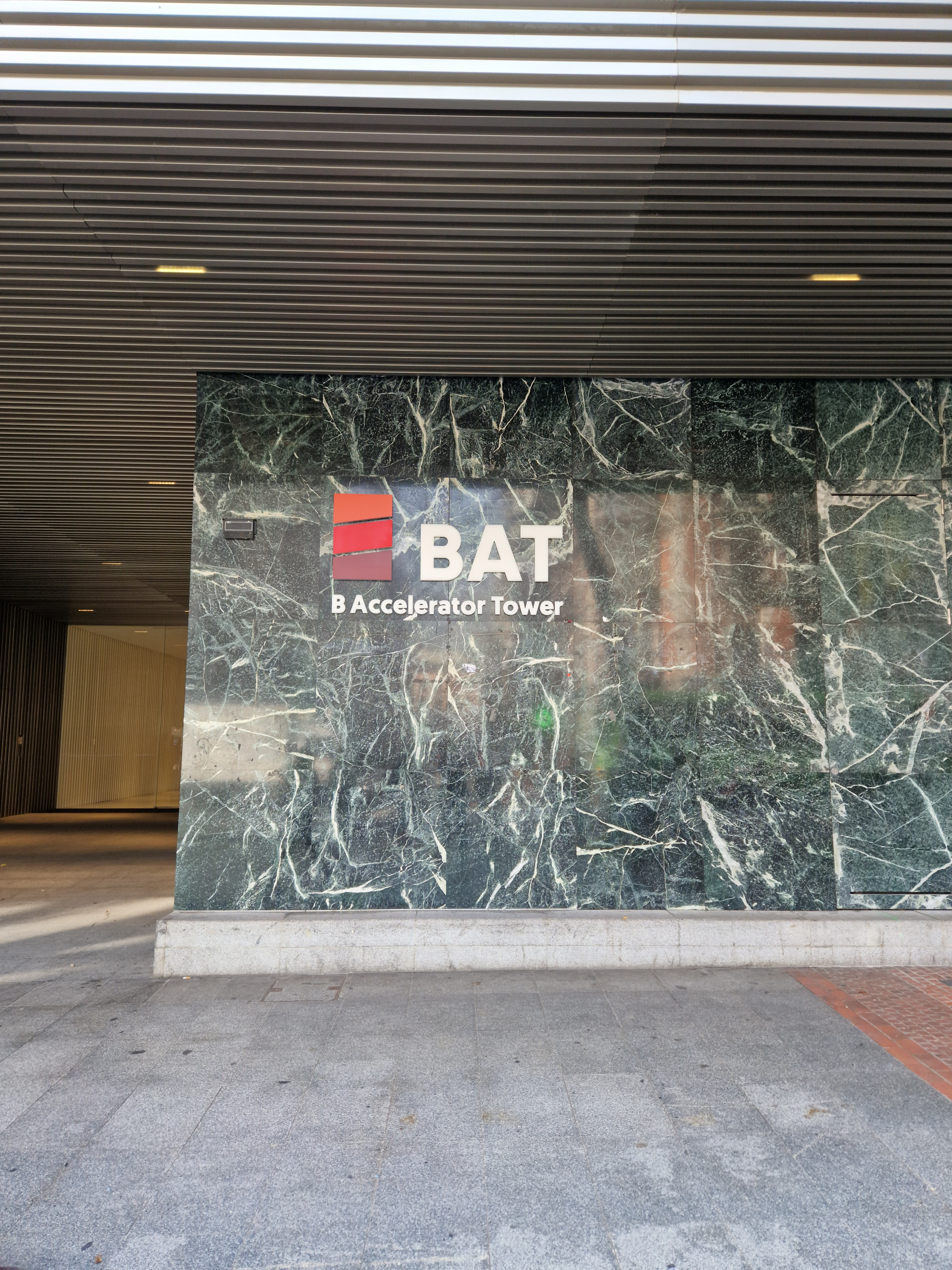
Logotipo de BAT (B Accelerator Tower, Torre de emprendimiento de Bizkaia), a la entrada de la misma.

A finales de septiembre de 2021, la Diputación anunció que la Torre Bizkaia abriría en septiembre de 2022. El 17 de enero de 2022, el diputado general de Bizkaia, Unai Rementeria, presentó el proyecto de emprendimiento al que denominó BAT (B Accelerator Tower, Torre de emprendimiento de Bizkaia), confirmando su inauguración en septiembre. El centro de emprendimiento de la Torre Bizkaia fue inaugurado el 19 de septiembre de  2022.
El 11 de octubre de 2022 se anunció que la empresa de parques eólicos Capital Energy se instalaba en la Torre Bizkaia abriendo una oficina con 16 empleados para impulsar siete complejos de molinos de viento, con una inversión de 160 millones.
A primeros de abril de 2023, se informó que la Torre Bizkaia iniciaba los trabajos para habilitar las siete últimas plantas del BAT. El centro de emprendimiento abrió sus puertas con una ocupación del 80% y la demanda de espacio aceleró su expansión, prevista en un principio en dos fases. La Diputación se reservó tres pisos para usos propios.
El 20 de marzo de 2025, la Diputación descartó trasladar a sus funcionarios a la Torre Bizkaia.

### Remodelación
El 17 de julio de 2018 se dio a conocer que la torre del BBVA mudará sus cuatro fachadas al cumplir cincuenta años, recuperando así su aspecto original. Un equipo de arquitectos de Idom replicará el estilo y los materiales originales de los 10.000 metros cuadrados de su "piel". Un mes después se confirmaba que el edificio estrenaría a finales de 2019 el aspecto que lucía cuando fue inaugurado hace casi medio siglo. El 8 de diciembre se concretó que sería para 2020 cuando la torre Bizkaia recuperaría su color rosa original con la sustitución de sus 1116 ventanales.